# Корничі
Ко́рничі — село в Україні, у Самбірському районі Львівської області. Населення становить 433 особи. Орган місцевого самоврядування — Новокалинівська міська рада. З 2020 року входить до складу Новокалинівської міської громади.

## Географія
Розташоване на березі річки Болозівки. 

## Інфраструктура
У селі діє ФАП, народний дім «Просвіта» та церква святого Миколая.

## Відомі люди
- Васильченко Галина Іванівна — українська громадська та політична діячка. Народний депутат України 9 скликання.[2]